# ペール・シュウツ

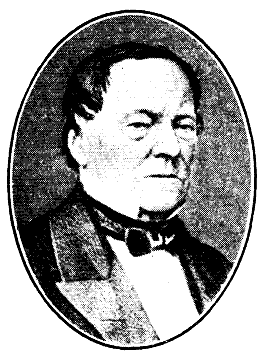
ペール・イェオリ・シュウツの肖像画

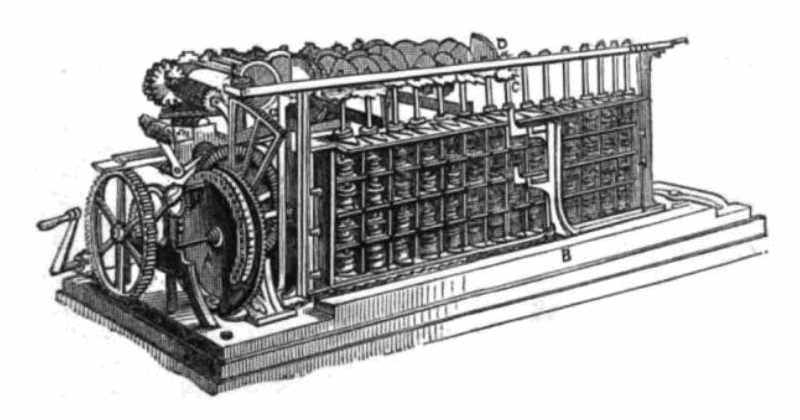
シュウツの計算機

ペール・イェオリ・シュウツ（Per Georg Scheutz、1785年9月23日 - 1873年5月22日）は、19世紀のスウェーデンの法律家、翻訳家で発明家である。彼の最も有名な先駆的業績はコンピュータ技術分野のものである。

## 概要
ペール・シュウツはルンド大学で法律を学び1805年に卒業した。その後彼は政治家、機械工学という畑違いの道に大転換する前に弁護士、翻訳家（ウィリアム・シェイクスピアの作品を幾つか訳した）として働いていた。
シュウツの発明品として最も有名なのは1837年に発明され1843年に完成した「シュウツの計算機関（Scheutzian calculation engine）」である。シュウツが息子のエドヴァルド（Edvard Scheutz）と共に製作したこの機械はチャールズ・バベッジの階差機関を基にしていた。大体ピアノ程の大きさの改良型が1853年に製作され、続いて1855年にパリで開催された万国博覧会で披露された。その後、1859年にその機械は英国政府へ販売された。シュウツは1860年にもう1台を製作し、これはアメリカ合衆国へ販売され対数表の作成に使用された。
シュウツの機械は不完全で完全な表を作成することができなかったためマルティン・ヴィーベリが基礎から造り直し、1875年に完全な表を印字する小型の装置を製作した。
シュウツは1856年にスウェーデン王立科学アカデミーの会員に選ばれた。